# Сельдеобразные
Сельдеобра́зные (лат. Clupeiformes) — отряд лучепёрых рыб. Это примитивные костистые рыбы. Плавательный пузырь у них соединён каналом с пищеводом и имеет отростки, которые входят впереди в полость черепа (в слуховые капсулы).
Сжатое с боков тело покрыто циклоидной чешуёй. Обычно имеется боковая линия. Грудные плавники расположены ближе к брюху, брюшные плавники находятся в средней части брюха (абдоминальные). Хвостовой плавник гомоцеркальный. На середине тела или немного ближе к хвостовому отделу (но не за анальным плавником) расположен спинной плавник. Жировой плавник отсутствует. Нет зубов на parasphenoideum. Parietale отделено от supraoccipitale. Лучи плавников мягкие, членистые. Боковая линия очень слабо выражена, замаскирована. Питаются зоопланктоном, поэтому рот открывается чуть вверх. Сельдеобразные считаются относительно примитивной группой со сравнительно слабо окостеневшим черепом и легко спадающей чешуёй. Некоторые виды совершают циклические миграции на дальние расстояния. Представители — салака (пресноводный подвид сельди), анчоусы, шпроты, каспийская килька, сельди, сардины и т. д..
В большинстве типичные пелагические рыбы. Есть как пресноводные, так и морские.
Сельдеобразные являются важнейшим объектом мирового рыболовного промысла. Их мировые уловы составляли (млн. т): 1989 г. — 25,6; 1990 г. — 23,0; 1992 г. — 21,9; 1994 г. — 26,7; 1995 г. — 22,0; 1996 г. — 22,3; 1997 г. — 21,6; 1998 г. — 17,4; 1999 г. — 23,4; 2000 г. — 25,7.

## Классификация
В составе отряда выделяют два подотряда и 5 семейств с 92 родами и 405 видами:
- Подотряд Denticipitoidei — Дентицепсовидные[1]
  - Семейство Denticipitidae Clausen, 1959 — Дентицепсовые[1]
- Подотряд Clupeoidei — Сельдевидные[1]
  - Chirocentridae Bleeker, 1849 — Дорабовые, или зубастые сельди
  - Clupeidae Cuvier, 1816 — Сельдевые
  - Engraulidae Gill, 1861 — Анчоусовые
  - Pristigasteridae Bleeker, 1872 — Пристигастеровые